# WrestleMania XXVII
WrestleMania XXVII è stata la ventisettesima edizione dell'evento annuale omonimo, lo show più importante della World Wrestling Entertainment. Si è tenuta il 3 aprile 2011 per la prima volta ad Atlanta, Georgia, patria della World Championship Wrestling, storica federazione rivale della WWE, defunta nel 2001. The Rock è stato l'ospite speciale dell'evento, mentre la theme song ufficiale dell'evento è stata Written in the Stars di Tinie Tempah. Inoltre, è l'ultima edizione di WrestleMania ad includere la prima Brand Extension, la quale verrà abolita nell'agosto dello stesso anno in favore della politica SuperShow, in cui gli atleti di entrambi i roster potevano apparire regolarmente sia a Raw che a SmackDown.

## Storyline

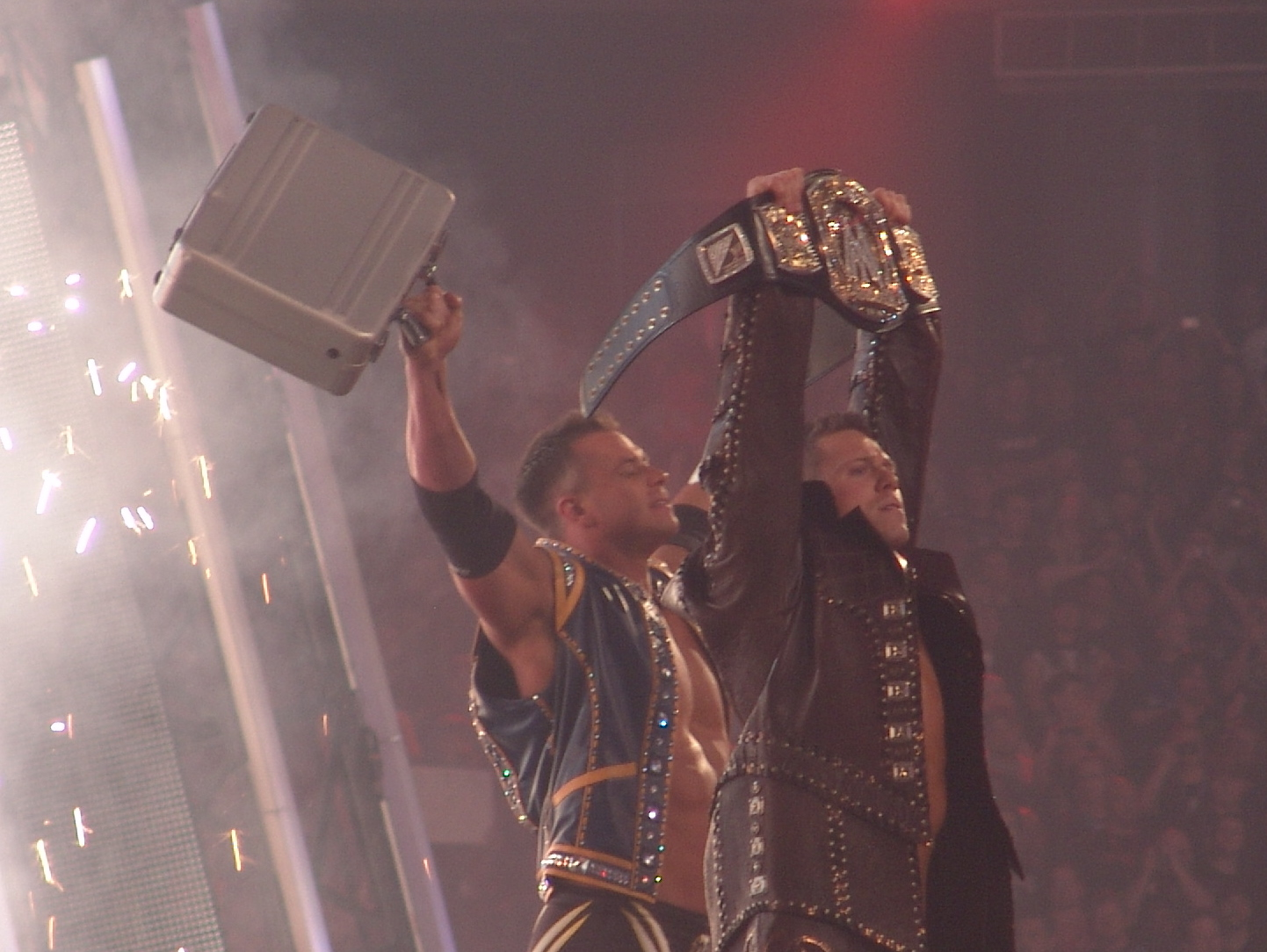
Il WWE Champion The Miz (a destra), accompagnato da Alex Riley (a sinistra), durante l'evento.

Il 20 febbraio, a Elimination Chamber, John Cena ha vinto un Elimination Chamber match che includeva anche CM Punk, John Morrison, King Sheamus, R-Truth e Randy Orton, diventando così il contendente n°1 del WWE Champion The Miz dopo che questi, poco prima, aveva difeso con successo il titolo contro Jerry Lawler. Un match tra The Miz e Cena con in palio il WWE Championship è stato poi sancito per WrestleMania XXVII.
Il 30 gennaio, alla Royal Rumble, Alberto Del Rio ha vinto il Royal Rumble match dopo aver eliminato per ultimo Santino Marella, ottenendo così un incontro per un titolo mondiale a WrestleMania XXVII. Nella puntata di Raw del 31 gennaio Del Rio ha scelto di sfruttare la sua opportunità titolata contro il World Heavyweight Champion Edge. A Elimination Chamber, Edge ha difeso con successo il titolo in un Elimination Chamber match che includeva anche Rey Mysterio, Kane, Drew McIntyre, Wade Barrett e Big Show, cimentando così il suo incontro con Del Rio per il World Heavyweight Championship a WrestleMania XXVII.
Nella puntata di Raw del 21 febbraio The Undertaker, tornato in WWE dopo quattro mesi d'assenza, è stato interrotto dal rientrante Triple H, il quale lo ha sfidato ad un match per WrestleMania XXVII nel tentativo di porre fine alla sua striscia d'imbattibilità a WrestleMania. Il 25 febbraio, tramite il sito WWE.com, è stato ufficializzato l'incontro tra i due per WrestleMania XXVII, che sarà un No Holds Barred match.

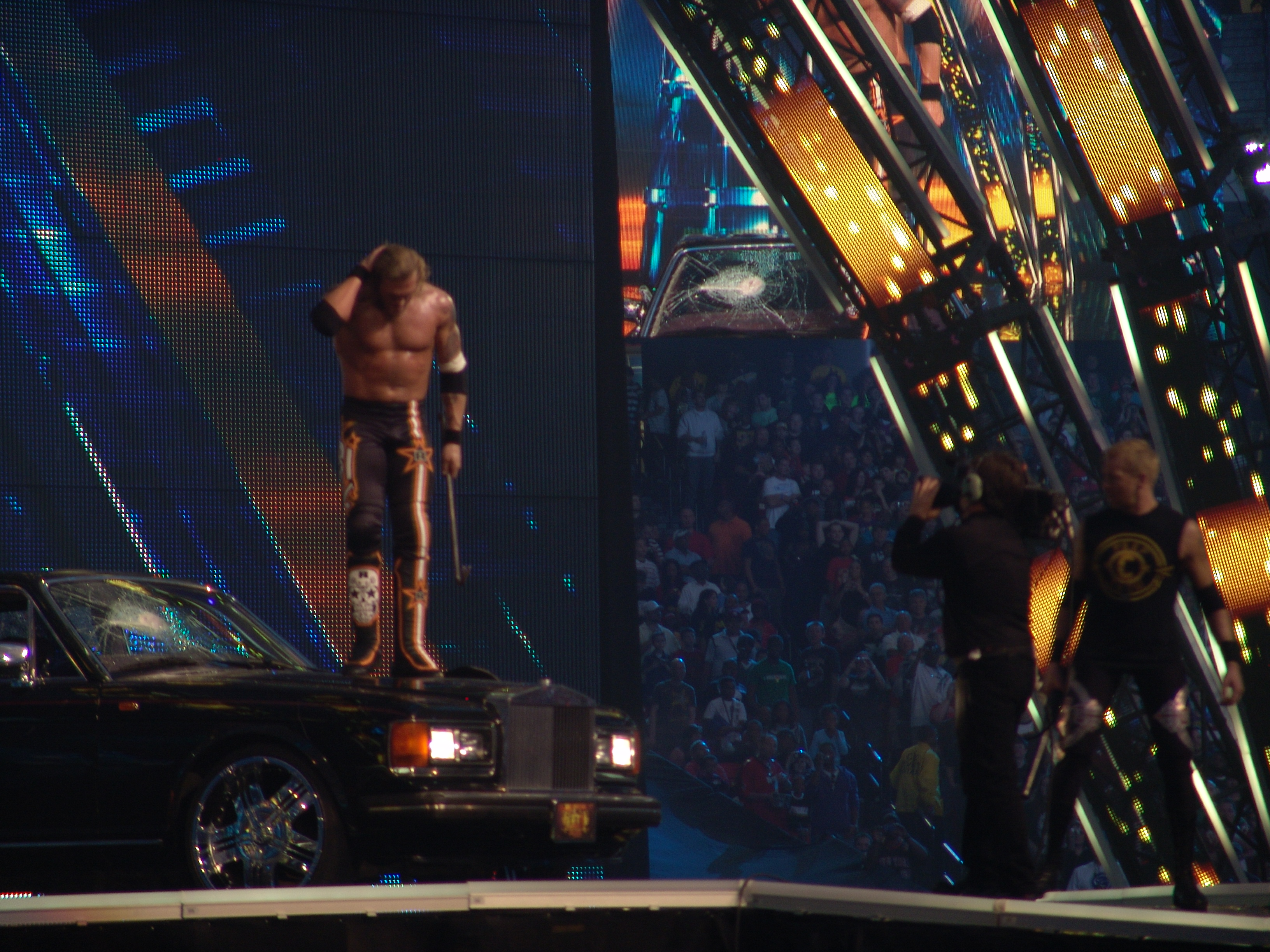
Il World Heavyweight Champion Edge durante l'evento.

Alla Royal Rumble, The Miz ha difeso con successo il WWE Championship contro Randy Orton grazie all'interferenza del New Nexus (capeggiato dal leader CM Punk) ai danni di quest'ultimo. Nella puntata di Raw del 31 gennaio Orton, per vendicarsi dell'attacco subito la sera prima, ha infortunato Husky Harris e Michael McGillicutty del New Nexus (kayfabe), colpendoli con il Punt Kick. Nella puntata di Raw del 28 febbraio, dopo continui scontri tra i due, è stato annunciato un match tra Punk e Orton per WrestleMania XXVII.
Nella puntata di Raw del 29 novembre 2010, Michael Cole è intervenuto nel Tables, Ladders and Chairs match per il WWE Championship tra Jerry Lawler e il campione The Miz, favorendo la vittoria di quest'ultimo. Nella puntata di Raw del 21 febbraio 2011, Cole ha preso in giro Lawler dopo che questi, la sera prima ad Elimination Chamber, era stato sconfitto dal campione The Miz, fallendo la conquista del WWE Championship. Più avanti, la sera stessa, Lawler ha sfidato Cole ad un match per WrestleMania XXVII. Nella puntata di Raw del 28 febbraio Cole ha accettato la sfida di Lawler a patto di avere la possibilità di scegliere l'arbitro speciale del loro incontro di WrestleMania XXVII. Nella puntata di Raw del 7 marzo Cole ha nominato John "Bradshaw" Layfield come arbitro speciale del loro match; tuttavia, prima che questi firmasse il contratto, Steve Austin è apparso a sorpresa, colpendo JBL con una Stunner per poi firmare il contratto per diventare l'arbitro speciale dell'incontro tra Cole e Lawler di WrestleMania XXVII.
Nella puntata di SmackDown del 21 gennaio, durante un match tra di loro, Rey Mysterio ha rotto il naso di Cody Rhodes (kayfabe) dopo averlo colpito con una 619. Nella puntata di SmackDown del 25 febbraio Rhodes ha fatto il suo ritorno, indossando una maschera protettiva, attaccando brutalmente Mysterio. Nella puntata di SmackDown dell'11 marzo, dopo continui scontri tra i due, è stato sancito un match tra Rhodes e Mysterio per WrestleMania XXVII.
Nella puntata di Raw del 14 marzo Nicole "Snooki" Polizzi ha attaccato Layla e Michelle McCool dopo che queste, poco prima, avevano aiutato Vickie Guerrero a sconfiggere Trish Stratus. Più avanti, la sera stessa, la Guerrero ha annunciato un Mixed Tag Team match tra Layla, la McCool e Dolph Ziggler contro Snooki, la Stratus e John Morrison per WrestleMania XXVII.
Nella puntata di Raw del 21 marzo Big Show e Kane hanno salvato Santino Marella e Vladimir Kozlov dall'attacco del Corre (l'Intercontinental Champion Wade Barrett, Ezekiel Jackson e i WWE Tag Team Champions Heath Slater e Justin Gabriel). Un match tra Big Show, Kane, Marella e Kozlov contro il Corre, senza però alcun titolo in palio, è stato poi sancito per WrestleMania XXVII. Il 2 aprile, durante il WrestleMania Axxess, il Corre ha brutalmente attaccato Kozlov, infortunandolo alla spalla, con questi che è stato poi sostituito da Kofi Kingston per l'incontro di WrestleMania XXVII.

## Risultati
| #       | Incontri | Stipulazioni                                              | Tempo |
| ------- | --- | --------------------------------------------------------- | ----- |
| Kickoff | Sheamus (c) vs. Daniel Bryan è terminato in no-contest                                                                     | Lumberjack match per lo United States Championship        | —     |
| Kickoff | The Great Khali ha vinto eliminando per ultimo Sheamus                                                                     | Battle royal                                              | —     |
| 1       | Edge (c) (con Christian) ha sconfitto Alberto Del Rio (con Ricardo Rodríguez)                                              | Single match per il World Heavyweight Championship        | 11:09 |
| 2       | Cody Rhodes ha sconfitto Rey Mysterio                                                                                      | Single match                                              | 11:58 |
| 3       | Big Show, Kane, Kofi Kingston e Santino Marella hanno sconfitto The Corre                                                  | Four-on-four tag team match                               | 01:32 |
| 4       | Randy Orton ha sconfitto CM Punk                                                                                           | Single match                                              | 14:46 |
| 5       | Michael Cole (con Jack Swagger) ha sconfitto Jerry "The King" Lawler per squalifica                                        | Single match con Steve Austin come arbitro                | 13:45 |
| 6       | The Undertaker ha sconfitto Triple H per sottomissione                                                                     | Hell in a cell Con arbitro speciale ovvero shawn michaels | 29:23 |
| 7       | John Morrison, Nicole Polizzi e Trish Stratus hanno sconfitto Dolph Ziggler, Layla e Michelle McCool (con Vickie Guerrero) | Six-person mixed tag team match                           | 03:17 |
| 8       | The Miz (c) (con Alex Riley) ha sconfitto John Cena                                                                        | Single match per il WWE Championship                      | 15:21 |